# Радаев, Виктор Александрович
Виктор Александрович Радаев (1954—2009) — советский футболист, вратарь, мастер спорта СССР международного класса. Победитель молодёжного чемпионата Европы 1976 года и обладатель Кубка СССР 1981 года.

## Карьера

### Клубная
Радаев начал карьеру в «Уралмаше», за который провёл два сезона в Первой лиге. В 1974 году был призван на военную службу и зачислен в ЦСКА, подписал контракт о прохождении воинской службы в качестве офицера Советской Армии. Но дебютировал в составе «армейцев» лишь через два года, 8 мая 1976 года, в победном матче против «Динамо Минск» (2:0). Всего за столичный клуб Радаев провёл семь матчей в чемпионате и один в кубке (поражение от «Арарата» со счётом 2:1). Осенью того же года Радаев ненадолго перешёл в московское «Динамо», но так и не сыграл за клуб. По возвращении в ЦСКА вратарь также оставался без игровой практики.

В 1978 году Радаев подписал контракт с ростовским СКА. В том же сезоне он помог клубу подняться в высшую лигу. Следующие три года в высшем дивизионе Радаев был основным вратарём клуба. В 1981 году СКА вышел в финал Кубка СССР, где предстояло сыграть с московским «Спартаком». Инициативу в игре захватили москвичи, но СКА слаженно играл в обороне. На 35-й минуте Сергей Яшин сбил в штрафной площади Юрия Гаврилова, судья назначил пенальти. Однако штатный пенальтист «Спартака» Александр Мирзоян попал в штангу. За шесть минут до финального свистка после комбинации и рикошета от защитника «Спартака» забил Сергей Андреев, в итоге обладателем трофея стал СКА. 
Ещё никогда у нас не было такой ответственной и трудной игры. Но никогда так дружно, целеустремленно и самоотверженно, как настоящие мужчины, не играли все ребята.В. Радаев
Как обладатель Кубка СССР СКА получил право на выступление в Кубке обладателей кубков УЕФА. В первом раунде СКА уверенно прошёл турецкий «Анкарагюджю» — 3:0 и 2:0 (Радаев играл только в первом матче). Вторым соперником донских «армейцев» стал представитель ФРГ, «Айнтрахт Франкфурт». На шестой минуте кореец Чха Бом Гын пробивал головой после прострела слева — сильно, с отскоком от земли. Радаев сыграл спокойно, забрав мяч в руки. Затем несколько раз пробивал низом Норберт Нахтвай, на 16-й минуте Вернер Лорант ударом завершал быструю контратаку, но снова надёжно сыграл Радаев. На 30-й минуте после подачи углового забил Яшин, затем СКА отошёл назад. На 67-й минуте Лорант получил хорошую возможность забить, но ударил выше ворот. В последние десять минут немцы активно пытались сравнять счёт. Сначала Радаев взял мяч в руки за штрафной, но «Айнтрахт» не сумел использовать назначенный штрафной, а через минуту немцы забили, но гол был отменён из-за нарушения правил. СКА победил с минимальным счётом, но в ответном матче проиграл со счётом 0:2 и закончил свой первый и единственный еврокубковый сезон.
В 1982 году СКА играл уже в Первой лиге, а Радаев выбыл из основного состава, в сезоне того года он сыграл лишь два матча в кубке. Затем Виктор Радаев, продолжая службу в рядах Вооруженных Сил СССР, перебрался в киевский СКА, где провёл три сезона.
В 1986 году Радаев отправился в ГДР в расположение Группы Советских войск в Германии (ГСВГ), где, продолжая военную службу, выступал в первенстве Вооруженных Сил СССР, а также получил возможность выступать в восточногерманских клубах. В 1986—88 провёл два сезона в КВО (Берлин), в этом же клубе играл его товарищ по молодёжной сборной 1976 года, также мастер спорта СССР международного класса Юрий Аджем.
По окончании сезона 1987/88 Радаев завершил карьеру. Тем не менее в 1992 году он сыграл 1 игру за «Кристалл» (Чортков), в которой пропустил 2 мяча и на поле больше не выходил.

### В сборной
В период пребывания в ЦСКА Радаев играл за молодёжную сборную СССР. В группе у Советского Союза был лишь один соперник — Турция. После поражения на выезде со счётом 2:1 команда отыгралась дома 3:0, благодаря чему вышла из группы. В четвертьфинале соперником была Франция, после аналогичных побед со счётом 2:1 была серия пенальти, которую выиграл СССР со счётом 4:2. После победы над Нидерландами в полуфинале команда Радаева вышла в финал, где с общим счётом 3:2 обыграла Венгрию. За успешное выступление на турнире Радаев получил звание мастер спорта СССР международного класса.